# مارک هومینیک
مارک هومینیک (انگلیسی: Mark Hominick؛ زادهٔ ۲۲ ژوئیهٔ ۱۹۸۲) ورزشکار هنرهای رزمی ترکیبی اهل کانادا است.